# Freescape
Freescape покретач је био привремени 3D покретач игре коришћен у играма као што су 1987 Driller. Графика је састављена углавном од чврсте геометрије приказане без сенки.

## Историја
Развијен од стране Incentive Software, Freescape се сматра једним од првих власничких 3D покретача који се користе у компјутерским играма, иако покретач није комерцијално коришћен изван сопствених Incentive наслова. Пројекат је првобитно био толико амбициозан да према дизајнеру Incentive Ian Andrew, компанија се борила да регрутује програмере за пројекат,  док су многи веровали да се "то" не може постићи.
Paul Gregory (графички дизајнер Major Development-а, Incentive дизајнерски тим) помиње да је Freescape био развијен на Amstrad CPC, зато што је био најпогоднији развојни систем и имао  је адекватну "моћ" да покрене 3D окружење. Због успеха покретача, он ће се касније користити на свим доминантним системима те ере: ZX Spectrum, IBM PC, Commodore 64, Commodore Amiga и на Atari ST.
Развој Freescape се завршио 1992. године са издавањем 3D Construction Kit II. 
Његова заоставштина се наставила у другом Superscape VRT реалном виртуалном покретачу, од истих програмера и рекламирања као и 3D Construction Kit II софтвер.

## Технологија

### Геометрија
Freescape покретач је дозволио стварање комплетног 3D окружења које се састоје од пода и исто толико примитивних као као што су меморије и процесорске брзине. Ове примитиве су кубоиди, четворо-страни "frustums" (тзв. Freescape пирамида), троуглови, правоугаоници, четвороуглови, пентагони, хексагони и линијски сегменти. Даља примитива, "сензор", коришћена је за играње у циљу да открије положај у односу на сензор камере у свету игре.
Freescape је дизајниран са ограниченим хардвером и као такав садржи низ својствених ограничења која су неопходна како би се омогућило да игра правилно ради на овим рачунарима:
- Индивидуалне регије су биле ограничене на величину  8192 × 4096 × 8192 јединица. Ове јединице су биле произвољне, али сваки регион је увек одговарао димензијама.
- Покретач не дозвољава парцијалне покрете. На 16-битним машинама сваки покрет - камере или објекта - мора бити више од једне јединице. На 8-битним машинама углови на којима се свет може посматрати додатно су ограничени на корацима од 5 степени.
- x и y осе биле су подељене у само 128 дискретних локација, а y оса је подељена на само 64 дискретних локација. Као резултат тога, објекти се могу ставити само на 64 интервала импулса, на пример, 0,64,128 или 128,64,32.
- Објекти се не могу преклапати.
- Сви објекти псоедују "bounding cube", за правила која важе за детекцију по коцки, односно нема преклапања.

### Интеракција
Игре користе Freescape Command Language ('FCL'), ранији облик скриптинг језика унутар саме игре, да бисте додали интерактивне елементе у Freescape светове. Скрипте се могу подесити да константно раде за цео свет, или да раде константно на одређеном подручју, или могу бити везане за поједине објекте у којима ће бити покренути само ако је објекат пуцао, активирао или сударио се са тим. Верзије Freescape за Amiga, Atari ST и PC је такође подржао "аниматоре", који су били FCL програми који користе неколико додатних упутстава за креирање анимације на екрану.

## Софтвер који користи Freescape покретач[3]
- Driller (1987)
- Dark Side (1988)
- Total Eclipse (1988)
- Castle Master (1990)
- Castle Master II: The Crypt (1990)
- Total Eclipse II: The Sphinx Jinx (1991)
- 3D Construction Kit (1991)
- 3D Construction Kit II (1992)